# Хорошая дочь
«Хорошая дочь» (англ. The Good Daughter) — предстоящий американский телесериал для стримингового сервиса Peacock с Роуз Бирн и Меган Фэйхи в главных ролях. Экранизация одноимённого романа Карин Слотер.

## Сюжет
Последние двадцать восемь лет сёстры Шарлотта и Саманта Куинн провели пытаясь собрать воедино жизни, которые были разрушены за одну ночь насилия. Когда очередное нападение раскалывает маленький городок Пайквилль, Шарлотта становится первым свидетелем на месте преступления. Став адвокатом, как и её отец, она вынуждена противостоять собственным демонам, пока в деле появляются всё новые детали. В конце концов и она, и Саманта задаются вопросом, стоило ли быть хорошей дочерью.

## В ролях
- Роуз Бирн — Саманта Куинн
- Меган Фэйхи — Шарлотта Куинн
- Брендан Глисон — Расти
- Харпер Стил — Ленор
- Пола Малкомсон — Джудит
- Джейк Макдорман — Мейсон/Хак
- Оливия Уильямс — Гарриет «Гамма» Куинн
- Майкл Дорман — Бен
- Одри Грейс Маршалл — Сэм в юности
- Дрю Чик — Чарли в юности

## Производство
Сериал был анонсирован в марте 2024 года. Автор романа Карин Слотер напишет сценарий к сериалу и выступила исполнительным продюсером, компании Fifth Season и Made Up Stories займутся производством сериала, премьера состоится на сервисе Peacock. Джессика Бил получила главную роль, а Бруна Папандреа, Стив Хутенски и Кейси Хавер стали исполнительными продюсерами. Бил покинула проект в сентябре 2024 года.
Роуз Бирн и Меган Фэйхи присоединились к актёрскому составу в декабре 2024 года получив роли сестёр Саманты и Шарлотты Куинн. Бирн также стала исполнительным продюсером. Также было объявлено, что Стеф Грин будет режиссёром и исполнительным продюсером всех эпизодов. В феврале 2025 года к ним присоединились Брендан Глисон, Харпер Стил, Пола Малкомсон и Джейк Макдорман. В марте к актёрскому составу присоединились Оливия Уильямс, Майкл Дорман, Одри Грейс Маршалл и Дрю Чик.
Съёмки начались в Атланте, штат Джорджия, и прилегающих районах в марте 2025 года и продлились до июня. Среди мест съёмок — здание мэрии Гриффина.